# بیگانه جوان
بیگانه جوان محصول ۱۹۵۷ یک فیلم درام با بودجه پایین و نخستین فیلمی است که جان فرانکن‌هایمر کارگردانی کرده‌است و براساس یک نمایش تلویزیونی می‌باشد.

## داستان فیلم
هال دیتمار نوجوان، پسر یک تهیه‌کننده ثروتمند، وارد یک بحث در یک تئاتر می‌شود که با مرگ مدیر تئاتر به پایان می‌رسد. نه پلیس و نه پدر هال حرف‌های هال را که در دفاع از خودش می گوید باور نمی‌کنند.